# Анна Мария фон Салм-Кирбург-Мьорхинген
Анна Мария фон Салм-Кирбург-Мьорхинген (на немски; * 10 февруари 1576; † ок. 1620) е вилд-и Рейнграфиня от Залм-Кирбург-Мьорхинген и чрез женитба графиня на Щолберг в Ортенберг, Росла и Форст Квестенберг.

## Произход
Тя е четвъртата дъщеря (от 13 деца) на вилд-и Рейнграф Ото I фон Салм-Кирбург-Мьорхинген († 1607) и съпругата му графиня Отилия фон Насау-Вайлбург († ок. 1610), дъщеря на граф Филип III фон Насау-Вайлбург (1504 – 1559) и третата му съпруга Амалия фон Изенбург-Бюдинген (1522 – 1579).

## Фамилия
Анна Мария фон Салм-Кирбург-Мьорхинген се омъжва на 5 юни 1596 г. за граф Лудвиг Георг фон Щолберг-Ортенберг (* 8 октомври 1562; † 7 ноември 1618), вторият син на граф Хайнрих фон Щолберг във Вернигероде (1509 – 1572) и графиня Елизабет фон Глайхен-Рембда (1530 – 1578). Тя е втората му съпруга. Те имат осем деца:
- Анна Елизабет (18 декември 1597 – 28 януари 1598)
- Анна Хедвиг (15 март 1599 – 1634), омъжена на 29 септември 1622 г. във Вернигероде за граф Фридрих Лудвиг фон Льовенщайн-Вертхайм-Вирнебург (1598 – 1657)
- Йохан Лудвиг (4 април 1600 – 13 май 1605, Росла)
- Доротея (3 август 1603 – 23 юни 1610)
- Лудвиг Георг (10 декември 1605 – 9 август 1610, Ортенберг)
- Анна Амалия (13 март 1609, Ортенберг – 13 октомври 1671, Щутгарт)
- Анна Елизабет (7 юли 1611 – 16 декември 1671, Ландау), омъжена на 19 февруари 1638 г. за Георг Фридрих фон Залм, вилд-Рейнграф в Кирбург (1611 – 1681)
- Анна Мария (8 декември 1613, Ранщат – 7 януари 1614, Ранщат)